# Protestera (musikgrupp)
Protestera är ett punkband från Göteborg. Bandet bildades 1999. Det klassas som anarkopunkband.

## Medlemmar
Anders - gitarr
Johan - gitarr och sång
Martin - bas (ej aktiv)
Mikaela - sång (ej aktiv)
Emma - sång (ej aktiv)
Kalle - trummor
Hanna

## Diskografi
Kampen Går Vidare (2000)
Sin Dios / Protestera (2001)
Rock & Riot (2002)
Zora (2004)
@Patia No / Protestera (2005)
Gränslösa Land (2006)
01.05.1886 (2010)
Feel, Taste, Love, Life By Ourself (2010)
MassMilicja / Protestera (2016)
Pengarna Eller Livet (2017)
P (2021)
Kärlekssånger 1999 - 2020 (2022)